# Machimus perniciosus
Machimus perniciosus là một loài ruồi trong họ Asilidae. Machimus perniciosus được Becker miêu tả năm 1923. Loài này phân bố ở vùng Cổ Bắc giới.